# دانيال درابر
دانيال درابر (بالإنجليزية: Daniel Draper)‏ هو محامي وسياسي أمريكي، ولد في 18 أبريل 1940 في تاهليكوا في الولايات المتحدة، وتوفي في 18 نوفمبر 2004 في ستيلووتر في الولايات المتحدة. حزبياً، نشط في الحزب الديمقراطي. وقد انتخب عضو مجلس نواب أوكلاهوما.